# Jaroslav Hauzner
Jaroslav Hauzner (* 9. července 1968) je bývalý český fotbalista, útočník.

## Fotbalová kariéra
Hrál maďarskou ligu za Videoton FC a BFC Siofók. V české lize nastoupil za FC Slovan Liberec. Celkem v nejvyšších soutěžích odehrál 22 utkání.

## Ligová bilance
| Ročník                          | Zápasy | Góly | Klub              |
| ------------------------------- | ------ | ---- | ----------------- |
| OTP Bank Liga 1991/92           | 5      | 0    | Videoton FC       |
| OTP Bank Liga 1992/93           | 5      | 0    | Videoton FC       |
| OTP Bank Liga 1993/94           | 11     | 0    | BFC Siofók        |
| 1. česká fotbalová liga 1993/94 | 1      | 0    | FC Slovan Liberec |
| CELKEM                          | 22     | 0    |                   |